# Super Rede Boa Vontade de Rádio
Super Rede Boa Vontade de Rádio (também conhecida como Super Rede Boa Vontade ou Super RBV) é uma rede de rádios brasileira com sede em São Paulo, capital do estado homônimo. A rede pertence a Legião da Boa Vontade (LBV), liderada pelo jornalista José de Paiva Netto, e possui uma programação eclética, com jornalismo, transmissões esportivas e ações ecumênicas que envolvem a entidade.

## História
Anterior a criação da rede de rádios, o fundador da LBV Alziro Zarur, criou o programa A Hora da Boa Vontade em 4 de março de 1949 pela Rádio Globo do Rio de Janeiro. O sucesso da atração levou a fundação da entidade no ano seguinte. O programa continuou no ar até o falecimento de Zarur, em 1979.
Em 1° de setembro de 1992, já na presidência de Paiva Netto, a rede é fundada em São Paulo a partir do arrendamento da frequência 1230 AM, pertencente a Rede Mundial de Comunicações. Posteriormente a rede expandiu-se inaugurando estações em Brasília, Porto Alegre, Salvador e adquiriu a antiga Rádio Jornal do Brasil no Rio de Janeiro. Em 9 de outubro de 2023, a emissora da capital paulista passou a ser transmitida pelas frequências AM 1260 KHz e FM 84,3 MHz, anteriormente usadas pela Rádio Nova Morada, deixando a antiga frequência no dia 16 do mesmo mês.

## Emissoras
Atualmente, a rede é composta pelas seguintes emissoras:

### Próprias
Geradoras
| Nome                | Cidade, UF         | Frequência                | Prefixo | RDS |
| ------------------- | ------------------ | ------------------------- | ------- | --- |
| Super RBV São Paulo | São Paulo, SP      | AM 1260 KHz / FM 84,3 MHz | ZYK 688 | Não |
| Super Rádio Brasil  | Rio de Janeiro, RJ | AM 940 KHz                | ZYJ 453 | —   |

Filiais
| Nome                                  | Cidade, UF                      | Frequência                                                                  | Prefixo                | RDS |
| ------------------------------------- | ------------------------------- | --------------------------------------------------------------------------- | ---------------------- | --- |
| Super RBV Porto Alegre                | Porto Alegre, RS                | AM 1300 KHz / OC 11895 KHz (25 m) / OC 9950 KHz (31 m) / OC 6160 KHz (49 m) | ZYK 203 / ZYE 854 (OC) | —   |
| Super Rádio Brasília                  | Brasília, DF                    | FM 94,9 MHz                                                                 | ZYH 711                | Não |
| Super RBV Manaus                      | Manaus, AM                      | AM 610 KHz                                                                  | ZYH 321                | —   |
| Super RBV Ribeirão Preto              | Ribeirão Preto, SP              | FM 107,1 MHz                                                                | ZYK 700                | Não |
| Super RBV Montes Claros               | Montes Claros, MG               | FM 105,5 MHz                                                                | ZYN 135                | Não |
| Super RBV Santo Antônio do Descoberto | Santo Antônio do Descoberto, GO | FM 89,9 MHz                                                                 | ZYT 263                | Não |

### Afiliadas
| Grupo/Razão Social               | Nome                 | Cidade, UF     | Frequência   | Prefixo | RDS |
| -------------------------------- | -------------------- | -------------- | ------------ | ------- | --- |
| Rádio Cristal Ltda.              | Super Rádio Cristal  | Salvador, BA   | FM 98,7 MHz  | ZYH 521 | Não |
| Rádio e Televisão Libertas Ltda. | Super RBV Uberlândia | Uberlândia, MG | FM 102,5 MHz | ZYN 210 | Não |

### Antigas afiliadas
| Nome                | Cidade, UF    | Frequência  | Hoje        | Período de afiliação |
| ------------------- | ------------- | ----------- | ----------- | -------------------- |
| Super RBV São Paulo | São Paulo, SP | AM 1230 kHz | Rádio Atual | 1992-2023            |